# Charles Simpkins
Charles Simpkins, detto Charlie (Aiken, 19 ottobre 1963), è un ex triplista statunitense, medaglia d'argento ai Giochi olimpici di Seul 1988.

## Biografia
Ha gareggiato ai Giochi olimpici di Barcellona 1992 nel salto triplo, vincendo la medaglia d'argento, alle spalle del connazionale Mike Conley. In precedenza aveva rappresentato gli Stati Uniti ai Giochi olimpici di Seul 1988, terminando al quinto posto.
Ha vinto la medaglia d'oro alle Universiadi di Kobe 1985 con la misura di 17,86 metri, che rappresentava all'epoca la terza misura di sempre nel salto triplo.
Ai campionati mondiali di atletica leggera vanta una partecipazione nell'edizione di Roma 1987, dove però non riuscì a qualificarsi per la finale.
Simpkins ha realizzato un record mondiale indoor nel gennaio del 1986 nel corso di un meeting di atletica leggera a Los Angeles.

## Palmarès
| Anno | Manifestazione  | Sede       | Evento       | Risultato | Prestazione | Note |
| ---- | --------------- | ---------- | ------------ | --------- | ----------- | ---- |
| 1985 | Universiadi     | Kōbe       | Salto triplo | Oro       | 17,86 m     |      |
| 1987 | Universiadi     | Zagabria   | Salto triplo | Oro       | 17,16 m     |      |
| 1987 | Mondiali        | Roma       | Salto triplo | 18º (q)   | 16,40 m     |      |
| 1988 | Giochi olimpici | Seul       | Salto triplo | 5º        | 17,29 m     |      |
| 1992 | Giochi olimpici | Barcellona | Salto triplo | Argento   | 17,60 m     |      |